# James Dalrymple, 1. Viscount of Stair

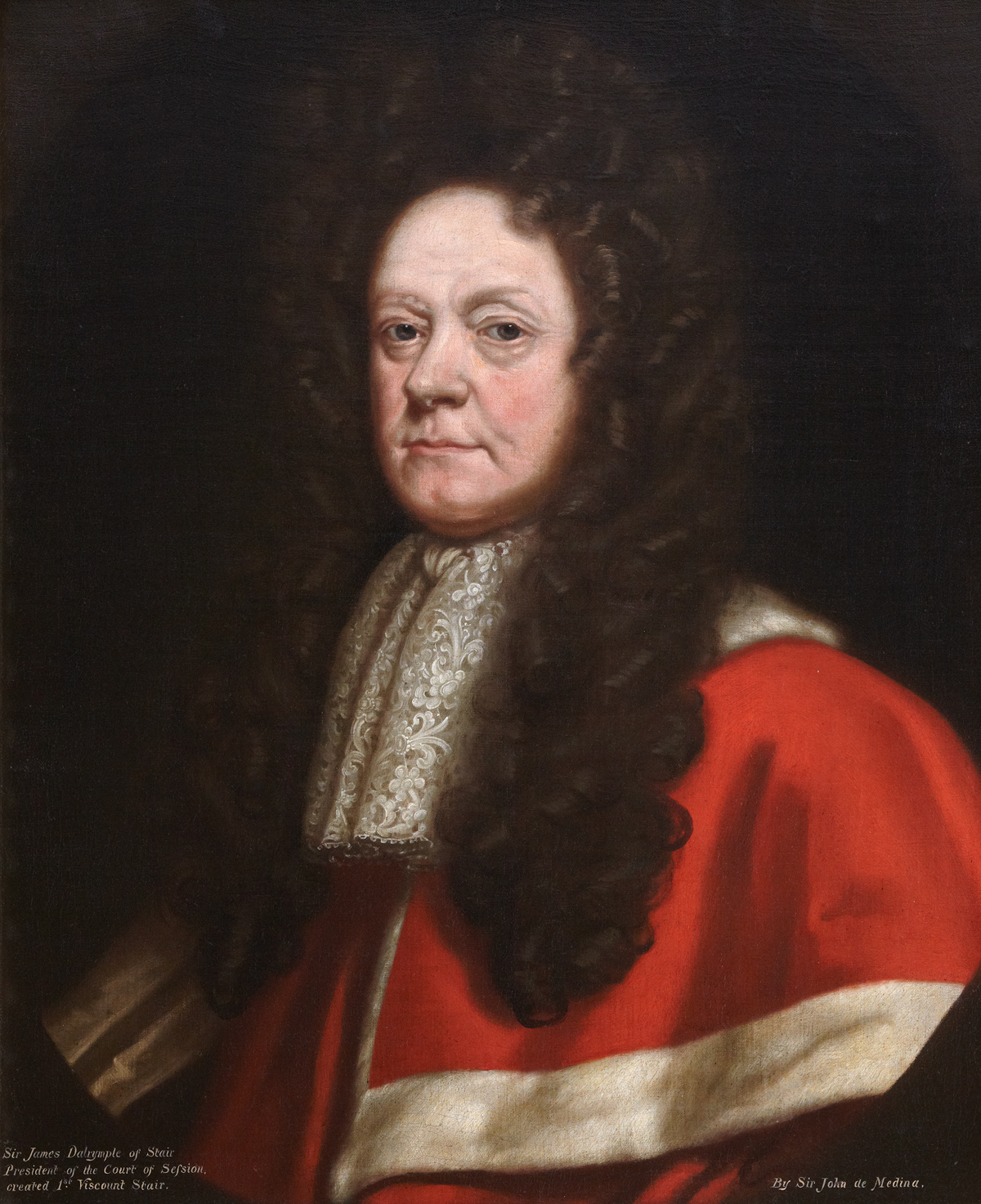
James Dalrymple

James Dalrymple, 1. Viscount of Stair (* Mai 1619 in Drummurchie, Ayrshire; † 25. November 1695) war ein schottischer Rechtsanwalt, Richter und Politiker.

## Leben
Dalrymple wurde in eine Familie mit stark presbyterianisch-protestantischen Wurzeln geboren. Sein Vater, ebenfalls James Dalrymple, besaß ein wenig Landbesitz, Stair im Distrikt Kyle in Ayrshire, auf dem die Familie lebte. Der Vater starb noch vor dem fünften Lebensjahr seines Sohnes. Dalrymples Mutter, Janet Kennedy aus Knockdaw erzog ihren Sohn alleine. Nach dem Besuch der Schule in Mauchline studierte Dalrymple ab 1633 an der Universität Glasgow, wo er 1637 mit einem Master of Arts abschloss. Im darauffolgenden Jahr wechselte er nach Edinburgh, vermutlich um dort die Rechte zu studieren. In den Wirren der damaligen Jahre kam es aber nicht zu einem Studium. Stattdessen diente Dalrymple in den Bischofskriegen als Befehlshaber einer Infanteriekompanie im Regiment des Earl of Glencairn, der sich auf Seiten der Covenanters gegen Karl I. erhoben hatte, um dessen Reformen der Church of Scotland zu verhindern.
1641 berief ihn die Universität Glasgow als Professor und er lehrte bis 1647 hauptsächlich Logik, Mathematik, Ethik und Politik. Unter seinen Studenten fand sich auch sein Nachfolger als Professor, Hugh Binning. Nach sieben Jahren gab er die Professur auf, zog nach Edinburgh und wurde 1648 als Rechtsanwalt zugelassen, obwohl er möglicherweise keine formale Ausbildung in Jura erhalten hatte. Möglicherweise war seine wohlhabende Ehefrau ein Faktor in der Zulassung. Dalrymples Praxis wird nicht besonders erwähnt. Seine Stärken lagen in anderen Fähigkeiten und in seinem überzeugenden Auftreten. Es war eine Auszeichnung, dass man Dalrymple als Sekretär der presbyterianischen Verhandlungskommission wählte, die 1649 nach Den Haag reiste, um eine Vereinbarung mit dem späteren König Karl II. auszuhandeln. Karl II. wollte den Forderungen der Covenanter nicht nachgeben und unterzeichnete den Vertrag nicht. Nachdem die Expedition von James Graham wenig Erfolg beschieden war, ändert sich die Einstellung des späteren Königs und Dalrymple wurde zum neuen Aufenthaltsort des Königs in Breda gesandt, wo der Vertrag von Breda unterzeichnet wurde. Während seiner Abwesenheit hatte das Parliament of Scotland ihn schon als einen der Lords of the Articles zur Überarbeitung der schottischen Gesetze benannt. Als der König 1650 bei Aberdeen an Land ging, empfing ihn Dalrymple mit der Nachricht von Grahams Hinrichtung.
Als die Parlamentstruppen des Commonwealth of England 1650/51 auch Schottland von Royalisten säuberten, praktizierte Dalrymple weiter vor Gericht. 1654 verweigerte er wie viele bekannte Rechtsanwälte den Treueeid auf das Commonwealth zu schwören. 1657 wurde Dalrymple trotzdem von George Monck als Richter empfohlen und seine Bestallungsurkunde wurde vom Lordprotektor Cromwell am 26. Juli 1657 bestätigt. Diese Stellung verhalf Dalrymple zu einem tiefen Verständnis des englischen Rechts, so wie er auch das Zivilrecht Europas auf seinen Reisen kennenlernte. Das Ende des Commonwealth 1660 verhinderte, dass Dalrymple in vielen Prozessen Urteile fällte. Unmittelbar nach der Stuart-Restauration, 1660, reiste er nach London, wo er von Karl II. freundlich empfangen und am 14. Februar 1661 erneut mit einem Richteramt im Court of Session betraut wurde. Am 4. November 1662 wurde Dalrymple Stellvertreter des Lord Presidents des Court of Session, John Gilmour of Craigmillar.
1663, als die Ernennung in Kraft treten sollte, verweigerte Dalrymple einen Eid, dass der National Covenant unrechtmäßig sei. Der National Covenant war ein Schriftstück, dass viele Schotten 1638 zur Unterstützung der Church of Scotland gegen die durch Karl I. geplanten Änderungen unterzeichnet hatten. Dalrymple selbst hatte damals die Kirche im Militär verteidigt. Stattdessen trat er von seinem Richteramt zurück und bereiste mit seinem ältesten Sohn Frankreich. Bei seiner Rückkehr erklärte der König, dass er den Rücktritt keineswegs akzeptieren könne und klärte mit Dalrymple, unter welchen Umständen dieser einen Eid leisten würde. Der König ermöglichte ihm einen Eid unter Vorbehalt und Dalrymple trat das Richteramt an. Schon in dieser Zeit waren die von Dalrymple verfassten Institutions im Umlauf, waren aber noch nicht offiziell veröffentlicht. Am 2. Juni 1664 wurde Dalrymple durch König Karl II. in der Baronetage of Nova Scotia zum Baronet, of Stair in the County of Ayr, erhoben.
1671 wurde Dalrymple nach dem Tod seines Vorgängers selbst zum Lord President des Court of Session ernannt. 1672 und erneut 1673 wurde er für den Wahlbezirk Wigtownshire ins Parliament of Scotland gewählt, wo er auch mit der Erneuerung des Privatrechts in Schottland befasst war. Als die Verfolgung der Presbyterianer unter John Maitland einen Höhepunkt erreichte, bemühte sich Dalrymple intensiv, die Härte verschiedener Anordnungen durch persönliche Einflussnahme auf die Regierungsmitglieder zu mildern. Wenn Gesetze anstanden, die Dalrymple nicht unterstützte, blieb er dem Parlament fern.
Als der Duke of York, der spätere Jakob II., 1680 Schottland besuchte, hielt Dalrymple eine Rede, in der er den künftigen Monarchen in einem Land empfing, in dem jeder Bürger ein Protestant sei. Damit spielte er auf den Konflikt zwischen der Katholiken-freundlichen Stuart-Monarchie und den Forderungen der anglikanischen Kirche gegenüber den überwiegend presbyterianischen Schotten an. Durch diese Rede machte er sich den Duke of York zum unversöhnlichen Feind; er verhinderte, dass Dalrymple 1681, nach dem Tod des John Leslie, 1. Duke of Rothes, zum Lord Chancellor of Scotland ernannt wurde. 1681 wurde auch die Testakte für Schottland vom Parlament verabschiedet, ein Gesetz, dass jeden Parlamentarier oder Amtsinhaber zur schriftlichen Bestätigung einiger Thesen verpflichtete, die für Katholiken der damaligen Zeit unhaltbar waren und sie von öffentlichten Ämtern ausschließen sollte. Gleichzeitig akzeptierte der Unterzeichner aber auch eine Suprematsforderung des Königtums, gegen die sich Presbyterianer der Church of Scotland schon mit dem National Covenant gewehrt hatten. Dalrymples Mitstreiter Archibald Campbell, 9. Earl of Argyll, wurde wegen seiner offenen Gegnerschaft zur Testakte wegen Hochverrats angeklagt und zum Tode verurteilt. Campbell konnte sich der Vollstreckung nur durch Flucht in die Niederlande entziehen.
Dalrymple zog sich ins Privatleben zurück und konnte 1681 sein wichtigstes Werk veröffentlichten, die Institutions of the Law of Scotland, die als die Grundlage des modernen schottischen Rechts gelten und schon seit den 1660ern im Umlauf waren. Die Schikanen der Krone gingen weiter und Dalrymples ältester Sohn exponierte sich sehr in Streitigkeiten mit John Graham, der Truppen auf dem Familienbesitz stationierte und die Bewohner drangsalierte. Schließlich rieten Vertraute Dalrymple, das Land zu verlassen. So wandte sich Dalrymple im Oktober 1682 mit seiner Frau und einigen der jüngeren Kinder des Paares ins niederländische Exil in Leiden. Hier veröffentlichte er Decisions of the Court of Session between 1666 and 1671 und Physiologia  Nova  Experimental (1685), einem Werk über Physik. In Abwesenheit wurde er vom Lord Advocate George Mackenzie of Rosehaugh wegen Anstiftung zu den Aufständen 1679, seiner angeblichen Verwicklung in die Rye-House-Verschwörung und als Unterstützer von Lord Campbell bei dessen erfolglosem Aufstand angeklagt. 1685 wurde Dalrymple wegen Verrats schuldig gesprochen. Dalrymples Sohn John, der spätere Earl of Stair, hatte eine einvernehmliche Lösung mit Jakob II. gefunden und war 1687 zum Nachfolger von Mackenzie als Lord Advocate ernannt worden. Mackenzie hatte sich geweigert, die Strafgesetze gegen Katholiken aufzuweichen. John bewirkte eine Amnestie für seinen Vater. Den Rang des Lord Advocat behielt John Dalrymple nur für ein Jahr, nach welchem er vom höchsten Richteramt im Staat zum zweithöchsten degradiert wurde, dem Lord Justice Clerk. Er hatte sich als untaugliches Werkzeug für die Zwecke des Königs und dessen Berater herausgestellt.
1689 kehrte Dalrymple im Gefolge von William III. zurück nach Schottland, wo er zum Lord Advocate ernannt wurde. Nach der Ermordung von George Lockhart, Dalrymples Nachfolger im Amt als Lord President ab 1681, wurde Dalrymple wieder in dieses Amt berufen. Anfeindungen politischer Gegner im schottischen Parlament konnte Dalrymple abwehren und 21. April 1690 wurde er als Viscount of Stair und Lord Glenluce and Stranraer zum erblichen Peer erhoben.
1692 verstarb Dalrymples Ehefrau, Margaret Ross. Im gleichen Jahr, am 13. Februar 1692, fand das Massaker von Glencoe statt, an dem Dalrymples ältester Sohn, John, als Hauptverantwortlicher durch eine Kommission benannt wurde. Das schottische Parlament verwies die juristische Lösung an die Krone in London. Es kam nie zu einer Verurteilung der Beteiligten, aber John verlor seine Ämter als Ankläger und Sekretär des Königs.
James Dalrymple verstarb im Alter von 76 Jahren am  25. November 1695 in Edinburgh. Sein ältester Sohn John folgte ihm auf seinem Parlamentssitz und erbte den Titel.

## Familie
1644 heiratete Dalrymple Margaret Ross (1623–1692), Tochter des Majors James Ross, Gutsherr von Balneil in Wigtownshire. Sie wurde von Jakobiten als Witch of Endor beschimpft und auch offiziell, wenn auch erfolglos, der Hexerei beschuldigt. Aus der Verbindung gingen zehn Kinder hervor:
- John Dalrymple, 1. Earl of Stair (1648–1707), ⚭ 1669 Elizabeth Dundas;
- Hon. Sir James Dalrymple, 1. Baronet (of Cousland) († 1719), ⚭ (1) 1679 Catherine Dundas, ⚭ (2) 1691 Esther Cunningham, ⚭ (3) 1701 Jane Halkett;
- Hon. Sir Hew Dalrymple, 1. Baronet (of North Berwick) (um 1653–1737), Lord President des Court of Session, ⚭ (1) 1682 Marion Hamilton, ⚭ (2) 1711 Elizabeth Hamilton;
- Janet Dalrymple († 1669), ⚭ 1669 David Dunbar of Baldoon; sie war in ihrer Hochzeitsnacht in einen ungeklärten Zwischenfall mit Stichwaffen verwickelt, der einen gesellschaftlichen Skandal hervorrief;[1]
- Hon. Elizabeth Dalrymple (1653–1733), ⚭ 1672 Alan Cathcart, 7. Lord Cathcart;
- Hon. Sarah Dalrymple (* 1654), ⚭ 1679 Charles Crichton, Lord Crichton († vor 1690), Heir apparent des 2. Earl of Dumfries († 1691);
- Hon. Margaret Dalrymple (1659–1698), ⚭ Sir David Cunynghame, 1. Baronet (of Milncraig);
- Hon. Thomas Dalrymple (1663–1725), Doktor der Medizin, königlicher Hofarzt;
- Hon. Sir David Dalrymple, 1. Baronet (of Hailes) († 1721), Lord Advocate, ⚭ 1691 Janet Murray;
- Hon. Isobell Dalrymple (* 1666).

## Vermächtnis
Nach James Dalrymple, Viscount of Stair wurde die Gesetzessammlung benannt, die 1981 zum dreihundertjährigen Jahrestag der Veröffentlichung der Institutions veröffentlicht wurde: Die Stair Memorial Encyclopaedia, die Sammlung der Gesetze Schottlands, die auf den Institutions von Dalrymple beruhen. Stairs Ansatz zu Gesetzen hatte einen profunden Einfluss auf die Rechtsprechung Schottlands. Es zeigt sowohl seine Vertrautheit mit kontinentaler Rechtstradition, als auch seine Ausbildung und Kenntnisse der Philosophie und hatte nach Aussagen von Alasdair MacIntyre (Whose Justice? Which Rationality?, 1988) einen wesentlichen Einfluss auf die Aufklärung in Schottland.

## Bibliografie
- Institutions of the Law of Scotland, Edinburgh 1681
- Decisions of Lords of Court and Session, with Acts of Sederunt, June 1661, to July 1681, Edinburgh 1683–87
- Physiologia Nova Experimentalis, 1686 (veröffentlicht im Exil in Leiden)
- A Vindication of the Divine Perfections, 1695
- Apology for Himself, Edinburgh 1690